# Maurice Mpolo
Maurice Mpolo (ur. 1928, zm. 1961) – kongijski polityk, minister sportu i do spraw młodzieży Demokratycznej Republiki Konga, bliski współpracownik Patrice Lumumby oraz jeden z liderów partii Kongijski Ruch Narodowy (MNC). 
Mpolo został zamordowany w styczniu 1961 roku wraz z byłym premierem Patrice Lumumbą oraz wiceprzewodniczącym Senatu Josephem Okito na terenie Katangi. W wyniku zabójstwa Lumumby, Okito i Mpolo – 21 lutego 1961 roku została przyjęta Rezolucja Rady Bezpieczeństwa Organizacji Narodów Zjednoczonych 161 o natychmiastowym podjęciu środków w celu zapobieżenia wybuchowi wojny domowej w Kongo. W filmie pt. Lumumba w reżyserii Raoula Pecka w rolę Maurica Mpolo wcielił się Théophile Sowié.